# Zygothrica hypandriata
Zygothrica hypandriata är en tvåvingeart som beskrevs av Burla 1956. Zygothrica hypandriata ingår i släktet Zygothrica och familjen daggflugor. Inga underarter finns listade i Catalogue of Life.